# 의령 입산리 탐진안씨 종택
의령 입산리 탐진안씨 종택(宜寧 立山里 耽津安氏 宗宅)은 대한민국 경상남도 의령군에 있는 대한제국시대의 종택이다. 2008년 2월 5일 경상남도의 문화재자료 제437호로 지정되었다.

## 개요
부림면 입산리에 있으며, 眈津安氏의 대종가로 마을길에서 골목길을 들어가면 솟을삼문을 지나 사랑채 뒤편에 안채와 우측에 아랫채가 있다. 안채는 팔작지붕으로 정면 7칸, 측면 3칸의 5량가구이며, 대청마루 좌측의 방과 우측에 두개의 방이 연이어 있고, 부엌 2칸이 자리하고 있다. 방의 문은 모두 세살문으로 이루어져있으며, 우물마루의 대청 후면에는 머름대 위의 당판문과 그 위에 판창으로 되어있다.사랑채는 정면 6칸, 측면 2칸의 우진각지붕으로 좌우측 툇간과 어칸에 방을 두고, 어칸방 좌우에는 대청마루를 배치하고 있다. 아랫채는 안채의 우측에 배치된 팔작집으로 방 2칸과 좌우에는 헛간과 누마루가 있으며, 자연석기단 위에 화강석을 가공한 사각초석이 각주를 받치고 있다.

## 참고 문헌
- 의령 입산리 탐진안씨 종택 - 국가유산청 국가유산포털